# Franciszek Rosiński
Franciszek Mikołaj Rosiński (ur. 4 grudnia 1932 w Raciborzu, zm. 29 kwietnia 2023 we Wrocławiu) – polski duchowny katolicki, franciszkanin, antropolog - etnolog, zajmujący się m.in. wierzeniami i religiami pierwotnymi.

## Życiorys
Do Prowincji św. Jadwigi Zakonu Braci Mniejszych we Wrocławiu wstąpił w 1951, święcenia kapłańskie przyjął 10 lutego 1957 roku. Ukończył studia teologiczne w Wyższym Seminarium Duchownym Franciszkanów we Wrocławiu; studia filozoficzne na KUL-u i ATK (magisterium z filozofii przyrody); studia przyrodnicze na UWr (doktorat i habilitacja z zakresu antropologii).
Był profesorem Uniwersytetu Wrocławskiego, na Wydziale Nauk Historycznych i Pedagogicznych, w Katedrze Etnologii i Antropologii Kulturowej. Był kierownikiem Katedry Etnologii i Antropologii kulturowej na Wydziale Zamiejscowym Nauk Prawnych i Ekonomicznych KUL Jana Pawła II w Tomaszowie Lubelskim i wykładowcą Wyższego Seminarium Duchownego Franciszkanów we Wrocławiu. Był współzałożycielem i redaktorem naczelnym zeszytów naukowych seminarium "Quaestiones Selectae" (1994-2009).
Mieszkał w Klasztorze Franciszkanów pw. św. Antoniego Padewskiego we Wrocławiu.